# Возвращение Мака
«Возвращение Мака» (англ. Return of the Mac) — американский комедийный телесериал в жанре ситком, премьера которого состоялась на телеканале Pop 12 апреля 2017 года.
Главные роли исполнили Джоуи Макинтайр, Адам Рэй, Джейми Денбо, Кэти Ви, Пунам Патель, Барретт Макинтайр, Донни Уолберг и Дженни Маккарти.
После финала первого сезона в 2017 году сериал был официально закрыт.

## Сюжет
Музыкант Джоуи Макинтайр исполняет роль самого себя — в сериале рассказывается о том, как сложно было Макинтайру приспособиться к новой жизни без музыки после того, как музыкальная группа, в которой он состоял, распалась. Джоуи пытается продать сценарий своего сериала молодому телеканалу, но вместо этого его устраивают на работу в качестве ведущего ночного ток-шоу. Джоуи, хоть и неохотно, но приспосабливается к новой работе и окружению.

## В ролях
- Джоуи Макинтайр — Играет самого себя
- Адам Рэй — Алекс
- Джейми Денбо — Сэм Кандор
- Кэти Ви — Пейдж Кван
- Пунам Патель — Сьюзи
- Барретт Макинтайр — Играет самого себя
- Донни Уолберг — Играет самого себя
- Дженни Маккарти — Играет саму себя
- Гриффин Макинтайр — Играет самого себя
- Рис Макинтайр — Играет самого себя
- Кира Макинтайр — Играет саму себя
- Энтони Джои — Флэн
- Джордан Блэк — Малкольм

## Сезоны
| Сезон | Серии | Серии | Даты показа    | Даты показа     |
| Сезон | Серии | Серии | Первая серия   | Последняя серия |
| ----- | ----- | ----- | -------------- | --------------- |
| 1     | 8     | 8     | 12 апреля 2017 | 31 мая 2017     |

## Эпизоды

### Сезон 1(2017)
| № | Название                                                                       | Режиссёр    | Автор сценария                                     | Дата премьеры  | Произв. код | Зрители US (млн) |
| --- | ------------------------------------------------------------------------------ | ----------- | -------------------------------------------------- | -------------- | ----------- | ---------------- |
| 1 | «На связи новенький» «New Kid on the Talk»                                     | Хит Калленс | Тим Гиббонс, Майк Глок, Хезер Рутман, Пол Гринберг | 12 апреля 2017 | 101         | 0.069            |
| Джо Макинтайр приходит к телеканалу Comfy Channel, чтобы предложить драматический сериал, но его убеждают вместо этого вести собственное ночное ток-шоу.                                                     |                                                                                |             |                                                    |                |             |                  |
| 2 | «Другой Джоуи» «The Other Joey»                                                | Хит Калленс | Майк Глок, Хезер Рутман                            | 19 апреля 2017 | 102         | 0.091            |
| Джо узнаёт, что Comfy первым предложил Джоуи Лоуренсу вести ток-шоу, что вызывает ожесточённую конкуренцию, перерастающую в танцевальный баттл.                                                              |                                                                                |             |                                                    |                |             |                  |
| 3 | «Не тот материал» «The Wrong Stuff»                                            | Генри Чан   | Майк Глок                                          | 26 апреля 2017 | 103         | 0.047            |
| Чувствуя угрозу со стороны недавно назначенного помощника Джоуи Фатоне, Джо отправляется в комедийный клуб, чтобы отточить свои навыки комедийного монолога.                                                 |                                                                                |             |                                                    |                |             |                  |
| 4 | «Когда ты не можешь остановиться, чтобы уйти» «When You Can't Stop to Go»      | Генри Чан   | Пол Гринберг                                       | 3 мая 2017     | 104         | 0.056            |
| Телеканал находит спонсора для шоу Джо, который продаёт подгузники для взрослых, предназначенные для миллениалов, из-за чего Джо впадает в панику из-за своего внешнего вида. У Сэма случается нервный срыв. |                                                                                |             |                                                    |                |             |                  |
| 5 | «Дневной кошмар» «Daytime Nightmare»                                           | Хит Калленс | Тим Гиббонс                                        | 10 мая 2017    | 105         | 0.078            |
| Пока Сэма нет, Пейдж делает смелый шаг и переключает шоу Джо на дневное время. Джо увольняется. |                                                                                |             |                                                    |                |             |                  |
| 6 | «Истерика знаменитости» «Celebrity Tantrum»                                    | Хит Калленс | Хезер Рутман                                       | 17 мая 2017    | 106         | 0.061            |
| Подавленный из-за закрытия своего шоу, Джо позволяет себе деградировать, пока телеканал не вмешивается. |                                                                                |             |                                                    |                |             |                  |
| 7 | «Предложение, от которого Джо не может отказаться» «An Offer Joe Can't Refuse» | Генри Чан   | Пол Гринберг                                       | 24 мая 2017    | 107         | 0.037            |
| Когда Джо вынужден сам приглашать знаменитостей, он узнаёт, что существует мафия, контролирующая все приглашения знаменитостей.                                                                              |                                                                                |             |                                                    |                |             |                  |
| 8 | «Джо должен продолжать» «The Joe Must Go On»                                   | Генри Чан   | Тим Гиббонс                                        | 31 мая 2017    | 108         | н/д              |
| После череды катастрофических событий в день премьеры Джо решает спасти шоу. |                                                                                |             |                                                    |                |             |                  |